# Olóriz
Olóriz (en basque Oloritz) est une ville et une commune de la communauté forale de Navarre (Espagne). Elle est située dans la zone non bascophone de la province. Le castillan est la seule langue officielle alors que le basque n’a pas de statut officiel. Le secrétaire de mairie est aussi celui de Barásoain.

## Démographie
| Évolution démographique                                | Évolution démographique | Évolution démographique | Évolution démographique | Évolution démographique | Évolution démographique | Évolution démographique | Évolution démographique | Évolution démographique | Évolution démographique | Évolution démographique |
| 1996                                                   | 1998                    | 1999                    | 2000                    | 2001                    | 2002                    | 2003                    | 2004                    | 2005                    | 2006                    | 2007                    |
| ------------------------------------------------------ | ----------------------- | ----------------------- | ----------------------- | ----------------------- | ----------------------- | ----------------------- | ----------------------- | ----------------------- | ----------------------- | ----------------------- |
| 172                                                    | 169                     | 179                     | 175                     | 170                     | 164                     | 171                     | 193                     | 193                     | 194                     | 191                     |
| Sources: Olóriz et instituto de estadística de navarra |                         |                         |                         |                         |                         |                         |                         |                         |                         |                         |

## Patrimoine

### Patrimoine religieux
- Église San Bartolomé
- Ermitage de San Pedro d'Echano, à 1,5 km du village

### Sources
- (es) Cet article est partiellement ou en totalité issu de l’article de Wikipédia en espagnol intitulé « Olóriz » (voir la liste des auteurs).